# واندر لیک (حوزه سرشماری)، ایلینوی
واندر لیک (به انگلیسی: Wonder Lake) یک منطقهٔ مسکونی در ایالات متحده آمریکا است که در شهرستان مک‌هنری، ایلینوی واقع شده‌است. واندر لیک ۱۸٫۷ کیلومتر مربع مساحت و ۷٬۴۶۳ نفر جمعیت دارد.